# Fridericianum Schwerin
Das Fridericianum Schwerin ist ein altsprachliches Gymnasium in Schwerin, Stadtteil Altstadt, Goethestraße 74. Es wurde 1553 gegründet und kann auf eine jahrhundertelang durchgehende humanistische Tradition zurückblicken. Das Gymnasium ist somit eine der ältesten Schulen im deutschsprachigen Raum. Die Schule, die umgangssprachlich auch „Fritz“ genannt wird, hat ein weites Einzugsgebiet, das neben der Stadt Schwerin auch zahlreiche umliegende Gemeinden aus den angrenzenden Landkreisen beinhaltet.

## Geschichte

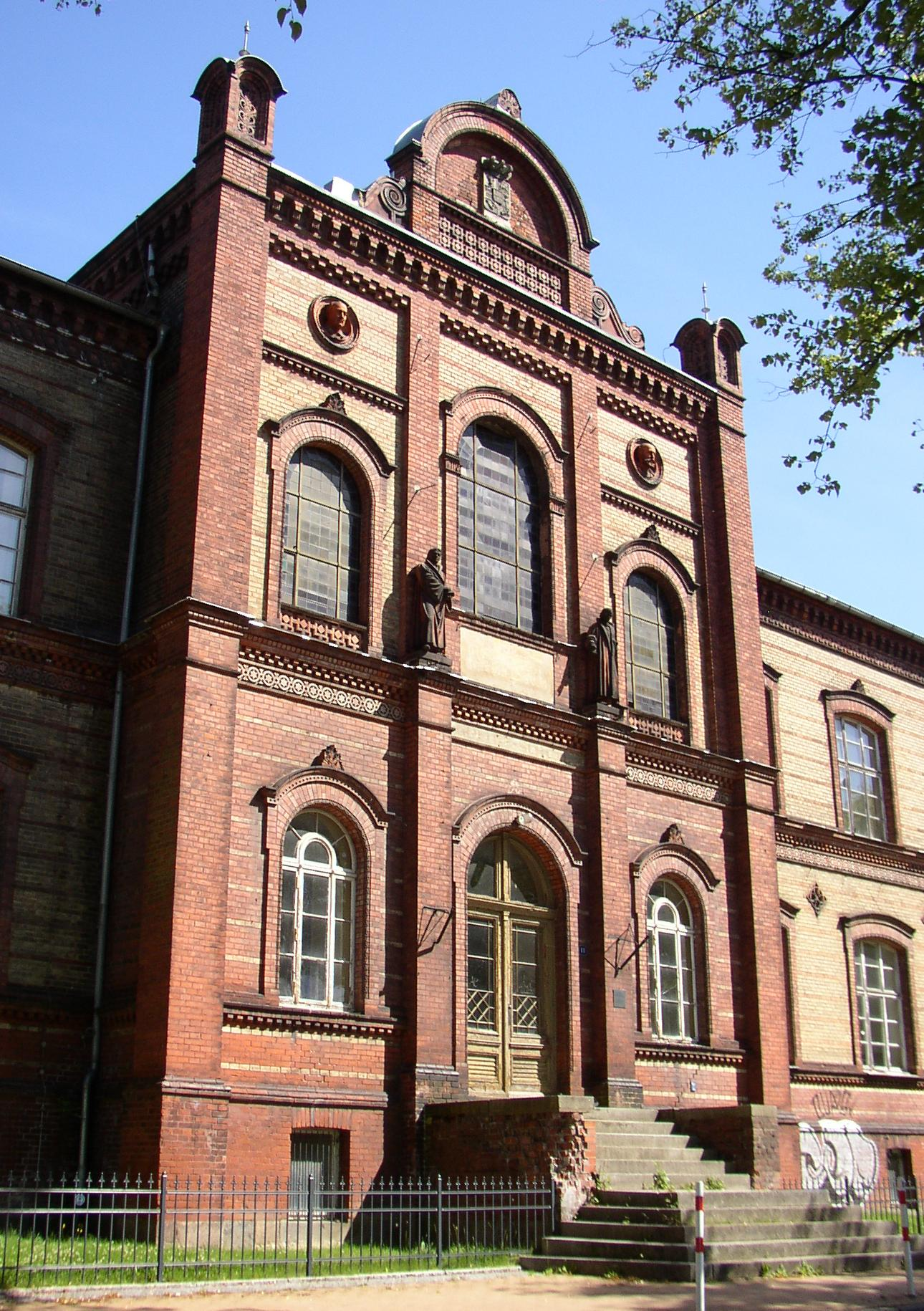
Fridericianum am Pfaffenteich (Rektorenhaus)

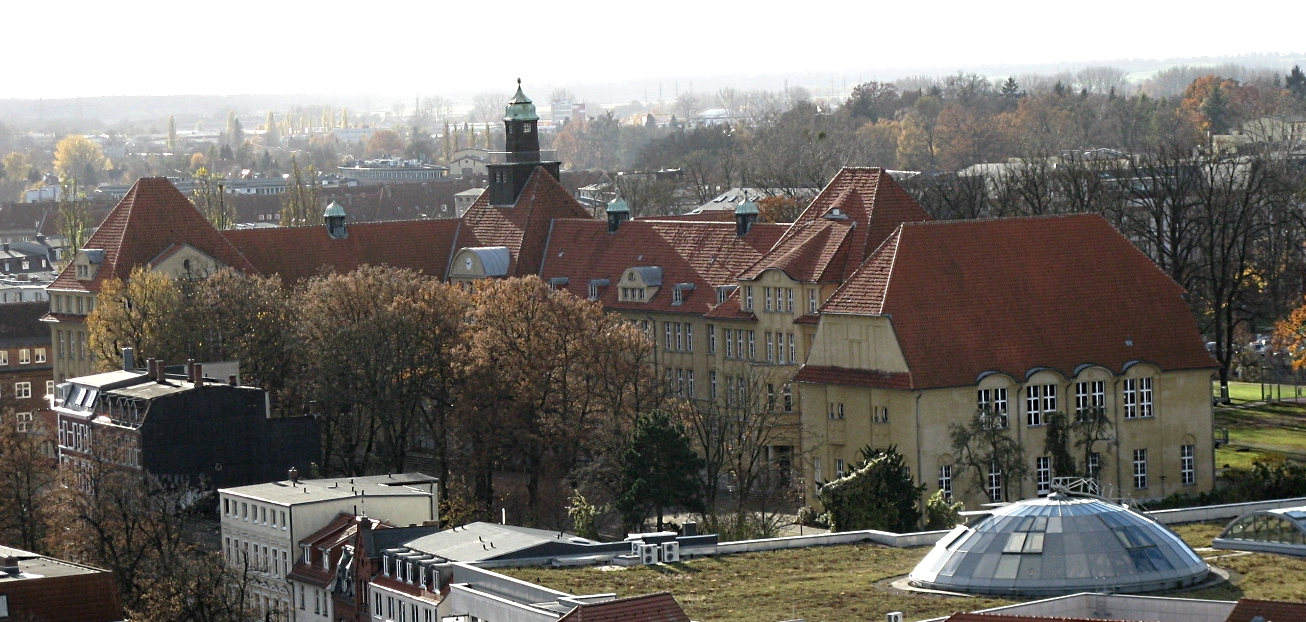
Heutiges Fridericianum (früheres Lyzeum)

Am 10. August 1553 wurde die Fürstenschule von Herzog Johann Albrecht I. eingeweiht. Ihr geistiger Vater war Andreas Mylius, der das Modell der Sächsischen Fürstenschule in Meißen kopierte. Hervorgegangen ist sie aus einer Lateinschule, die es seit dem Mittelalter am Schweriner Dom gab. Der Anfang der neuen Schule gestaltete sich recht schwierig, zwar förderte Johann Albrecht das Schulwesen und zog durch Stipendien auswärtige Schüler nach Schwerin, aber die Schule war klein – vier Lehrer unterrichteten ca. 70 Schüler – und es gab Widerstände, so dass die Schule schon wenige Monate nach dem Tod ihres Förderers für einige Zeit geschlossen wurde. Außerdem ließ um 1600 das Interesse an geistigen Werten nach – der Schwung der Reformation war vorüber –, was rückläufige Schülerzahlen verursachte. Aus der Domschule mit hoher Ausstrahlung wurde nun eine relativ unbedeutende Stadtschule. Zu Ende des Dreißigjährigen Kriegs hatte die Schule nur noch wenige Schüler. Da aber die Domschule auf lange Zeit die einzige höhere Schule in Schwerin war, wurde sie nicht aufgegeben. Durch verbesserte Ausbildung entwickelte sich neues Interesse, so dass die Schule 1753 ihr 200-jähriges Bestehen feiern konnte.
1818 wurde die Domschule in Gymnasium Fridericianum umbenannt. Der Name sollte auf die landesväterliche Fürsorge von Großherzog Friedrich Franz I. hinweisen. Johann August Görenz (1767–1836) leitete die Schule von 1817 bis 1833. Er wandelte die Schule in ein „modernes humanistisches Gymnasium“ um. Zwar behielt die Kirche ihr Mitbestimmungsrecht, doch veränderte sich das Selbstverständnis, und die Schule wurde immer mehr als eine staatliche Einrichtung verstanden. 1827 unterrichteten zwölf Lehrkräfte etwa 300 Schüler; die Schulzeit dauerte sieben Jahre. Neuer Schulleiter wurde der Altphilologe Karl Friedrich Wex, 1835 wurde Sport in den Lehrplan aufgenommen.
Während der NS-Zeit wurden Schüler, deren Eltern Mitglieder der NSDAP waren und ihre „arische“ Abstammung nachweisen konnten, bevorzugt. Obwohl viele Lehrer sich als Nationalsozialisten zu erkennen gaben, blieben Lehrplan und -stoff gleich. 1933 hielten die Hitlerjugend und das Jungvolk an der Schule Einzug und der Hitlergruß wurde eingeführt. Dennoch behielt die Schule ihre konservative Haltung und behauptete sich gegen den Zorn des Gauleiters. Sie blieb trotzdem gemäßigt, was man mit der Weiterbeschäftigung von Oberstudienrat Plate belegen kann, dessen Ehefrau jüdischen Glaubens war. Zudem wurden zunächst Schüler jüdischen Glaubens weiterhin unterrichtet.
Nach dem Zweiten Weltkrieg erfolgte eine Vereinigung mit dem Schweriner Realgymnasium und der Oberrealschule zur Oberschule für Jungen in Schwerin, die seit 1949 den Namen Goethe-Oberschule 1 trug. Ab 1954 existierte der altsprachliche Zweig der Schule nicht mehr, womit die Tradition des humanistischen Gymnasiums altsprachiger Prägung in der DDR-Zeit unterbrochen wurde. Zwischen 1969 und 1991 nutzte die POS „August Bebel“ das Gebäude am Pfaffenteich.
Nach der Friedlichen Revolution 1989 erfolgte eine Neuordnung des Schulwesens. 1991 wurden in Schwerin sieben Gymnasien neu gegründet. Das Fridericianum hatte im ersten Jahr etwa 600 Schüler. 1996 zog die Schule in das ehemalige Lyzeum am Totendamm, das durch den Abzug sowjetischer Truppen wieder zur Verfügung stand. Im Jahr 1998 wurde ein Erweiterungsbau fertiggestellt, so dass die naturwissenschaftlichen Räume der Schule nun den neueren Standards entsprechen.
2002 wurden große Teile der Schülerschaft des Gagarin-Gymnasium in das Fridericianum übernommen und 2006 das Herder-Gymnasium Schwerin.

## Ehemaliges Fridericianum am Pfaffenteich

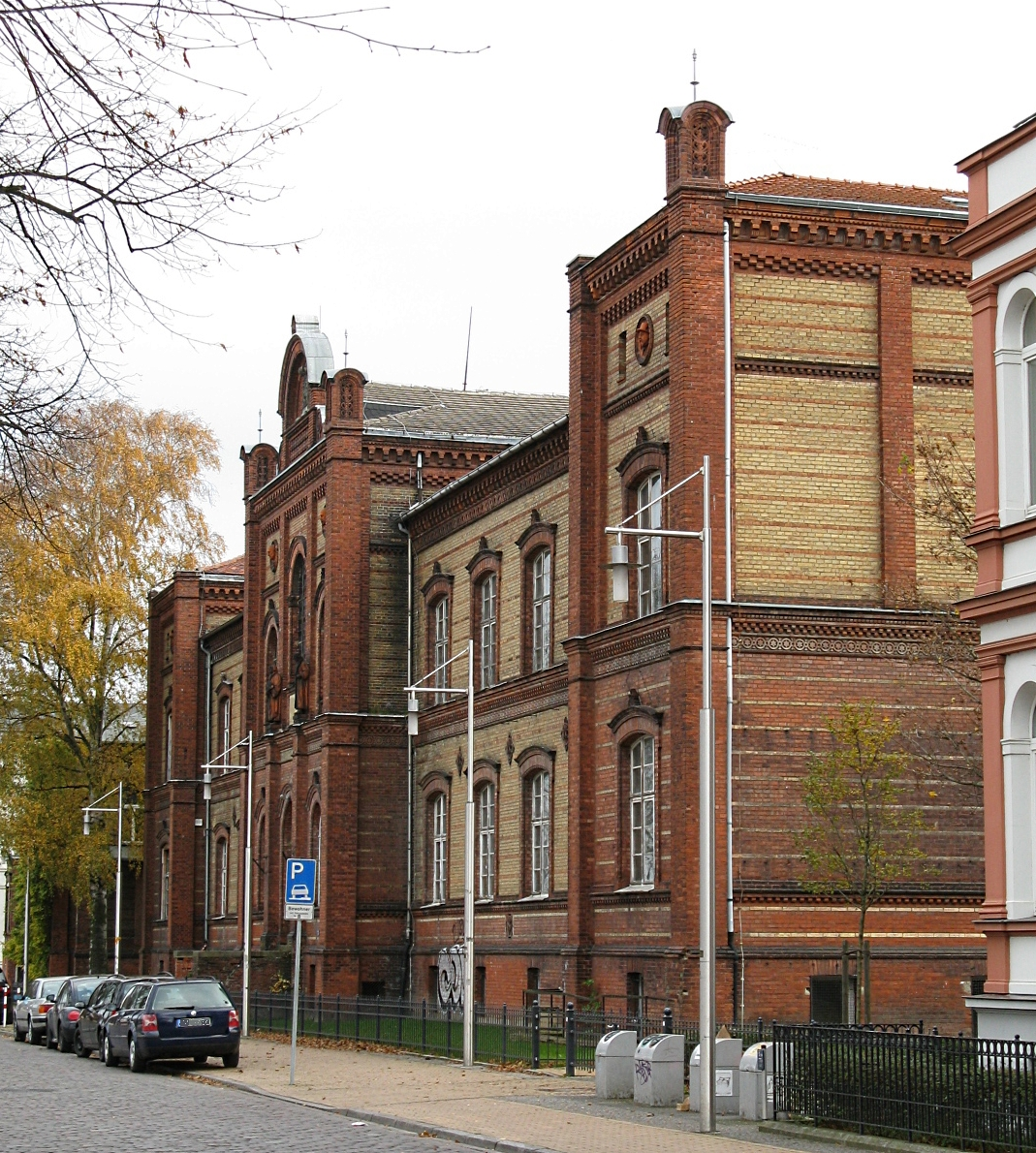
Ehemaliges Fridericianum am Pfaffenteich

Einstiger Sitz der Schule war der zweigeschossige gestreckte Klinkerbau in der heutigen August-Bebel-Straße 11/12 am Ostufer des Pfaffenteichs. Er wurde nach Plänen des Architekten Hermann Willebrand und unter Leitung von Baumeister Carl Luckow erbaut. Mit der Grundsteinlegung am 13. Mai 1868 begannen die Bauarbeiten, die mit der Einweihung am 10. Oktober 1870 ihren Abschluss fanden. Das Gebäude wird durch einen Mittel- und zwei Endpavillons gegliedert, welche die verbindenden Trakte etwas überragen, und mit farblich abgesetzten Terrakotta- und Klinker-Schmuck dekoriert. 1887 wurde das Gebäudeensemble um eine Turnhalle erweitert. Ein weiterer Anbau, in dem der Zeichen- und Biologieunterricht stattfinden sollte, kam 1908 hinzu.
In der DDR-Zeit beherbergte das historische Gebäude die POS „August Bebel“. Nach der Wende wurde das Gebäude zwischenzeitlich als Berufsschule des Bereichs Wirtschaft und Verwaltung genutzt. Seitdem bestehen Pläne eines Ausbaus als Hochschulstandort. Die Medicalschool Hamburg (MSH), eine private Hochschule, nutzt heute das Gebäude.
Das Gebäude ist wie auch die Turnhalle ein Baudenkmal in Schwerin. Das Bauwerk ist seit 2024 als Teil des Residenzensembles Schwerin UNESCO-Welterbe.

## Heutige Schulgebäude

### Altbau
Im Hauptgebäude des heutigen Fridericianums wurde das Lyzeum Schwerin vom Architekten und Stadtbaumeister Hans Dewitz als Lyzeum errichtet. Dieses Hauptgebäude wurde auf dem ehemaligen Domfriedhof erbaut und am 23. März 1914 eingeweiht. Die Gesamtbaukosten beliefen sich auf 743.000 Mark. 1919 erhielt die für Mädchen bestimmte Schule die Bezeichnung Städtisches Lyseum mit Studienanstalt.
Nach dem Zweiten Weltkrieg wurde das Lyzeum als sowjetisches Gymnasium genutzt. 1993 verließen die sowjetischen Truppen das Gebäude. Zwischen 1996 und 2000 zog das jetzige Fridericianum ein. Von 1995 bis 2000 wurde das Schulgebäude für 21 Millionen DM renoviert und um einen viergeschossigen Anbau erweitert. Der Altbau verfügt über fünf Etagen und 55 Räume.

Das Lyzeumsgebäude Goethestraße 74 ist ein Baudenkmale in Schwerin.

#### Medienraum
Im zweiten Stock befindet sich ein Medienraum mit Beamer und Leinwand.

#### Schulbibliothek
In der Schulbibliothek können sich Schüler nach dem Unterricht aufhalten und beschäftigen. Es stehen eine große Anzahl an Fachbüchern und Romanen zur Verfügung.

#### Mensa
In der schulinternen Mensa ist es für Schüler und Lehrer möglich, kleine Speisen und Getränke zu erwerben. Mittags gibt es ein ausgiebiges Angebot an Mahlzeiten.
Nach einem Wasserschaden im Herbst 2019 stand die Mensa für einen längeren Zeitraum nicht zur Verfügung und es musste auf andere Räumlichkeiten ausgewichen werden. Bis zum November 2019 wurde die Mensa vollständig renoviert und ist seit dem wieder benutzbar.

#### Aula
In der Aula des Fridericianums finden zahlreiche Veranstaltungen statt. Diese befindet sich im ersten Stock des Altbaus.

### Neubau
Grund für den Erweiterungsbau waren der Platzmangel im Lyzeum und die fehlenden naturwissenschaftlichen Fachräume. Der Neubau verfügt über vier Geschosse, die insgesamt 17 Unterrichtsräume umfassen. Jedes Geschoss weist dabei einen anderen Schwerpunkt auf. Im Keller befinden sich Musik- und Kunsträume, im Erdgeschoss die Physikräume, im 1. Stockwerk die Biologieräume und im 2. Stockwerk die Chemieräume und ein Computerkabinett für den Informatikunterricht.

### Sporthalle
Nachdem die ins Schulgebäude integrierte Halle zu wenig Kapazität hatte, musste im Jahr 2004 eine neue externe Halle gebaut werden. Die heutige Halle bietet 200 Sitzplätze für Zuschauer. Der Sanitärbereich wurde modernisiert und es wurde eine neue Technik eingebaut. Die Sporthalle wird ebenfalls vom SV Grün-Weiß Schwerin genutzt.

## Schulmotto
Das Motto des Fridericianums lautet „Humanitas Semper Renovanda“ und bedeutet: „Das, was den Menschen als Menschen ausmacht, muss man immer wieder neu erringen“. Damit verweist die Schule auf die lange Tradition der lateinischen Sprache am Fridericianum und auf die humanistischen Werte, diese sind unter anderem Respekt, Zuverlässigkeit, Verantwortung, Bildung sowie Freundlichkeit und Vertrauen.

## Schulprofil

### Sprachen
Die Schule legt einen Schwerpunkt auf Sprachen. Jeder Schüler am Fridericianum lernt als 2. Fremdsprache Latein. Bereits in der 8. Klasse kann man zwischen Griechisch, Russisch und Französisch als 3. Fremdsprache wählen. Die Schule ist die einzige in Mecklenburg-Vorpommern, an welcher man das Graecum durch Schulbesuch erwerben kann. Die Alternative hierzu ist der naturwissenschaftlich orientierte Wahlpflichtunterricht.

### Hochbegabtenklassen
Für besonders begabte Kinder gibt es spezielle Klassen, die ab der 5. Klasse starten. Diese haben mehr Unterricht als Schüler der 5. Klassen in anderen Schulen. In den Hochbegabtenklassen wird zusätzlicher Unterrichtsstoff vermittelt. Bevor man in solch eine Klasse aufgenommen wird, muss eine Hochbegabung nachgewiesen sein.

## Außerunterrichtliches
Am Fridericianum sind die Schüler auch noch nach der Schule kreativ, z. B. leben sie ihre schauspielerischen Künste in der Theatergruppe aus oder schulen ihre Stimmen im Chor.
Auch sportlich betätigen sich die Jugendlichen beim Volleyball oder im Fitness-Sport.
Zusätzlich ist die Schule sozial engagiert, indem die Schüler im Schulweltladen Fairtrade-Produkte anbieten, darüber hinaus sind sie im Schulsanitätsdienst tätig oder wirken in der Unicef-Gruppe mit.
Da sich manche Schüler im Mathematik- oder Sprachenunterricht weiter vertiefen möchten, bietet das Fridericianum die Mathe-Bestenförderung, Spanisch und das Cambridge Certificate in Advanced English an. Zusätzlich bilden sich die Schüler außerunterrichtlich weiter, indem sie bei „Jugend debattiert“ das richtige Argumentieren und Führen von Debatten üben. Die Schüler nehmen dabei an landes- bis europaweiten Wettbewerben teil.
Ein wichtiges Projekt an dieser Schule ist die Zusammenarbeit mit UNICEF. Jedes Jahr findet der UNICEF-Lauf statt. Anlass hierfür ist der Weltkindertag, der an einem Wochenende nach dem Altstadtfest in Schwerin am Pfaffenteich ausgerichtet wird. Das Gymnasium Fridericianum ist seit Beginn des Schweriner UNICEF-Laufs dabei.

### Europäisches Jugendparlament

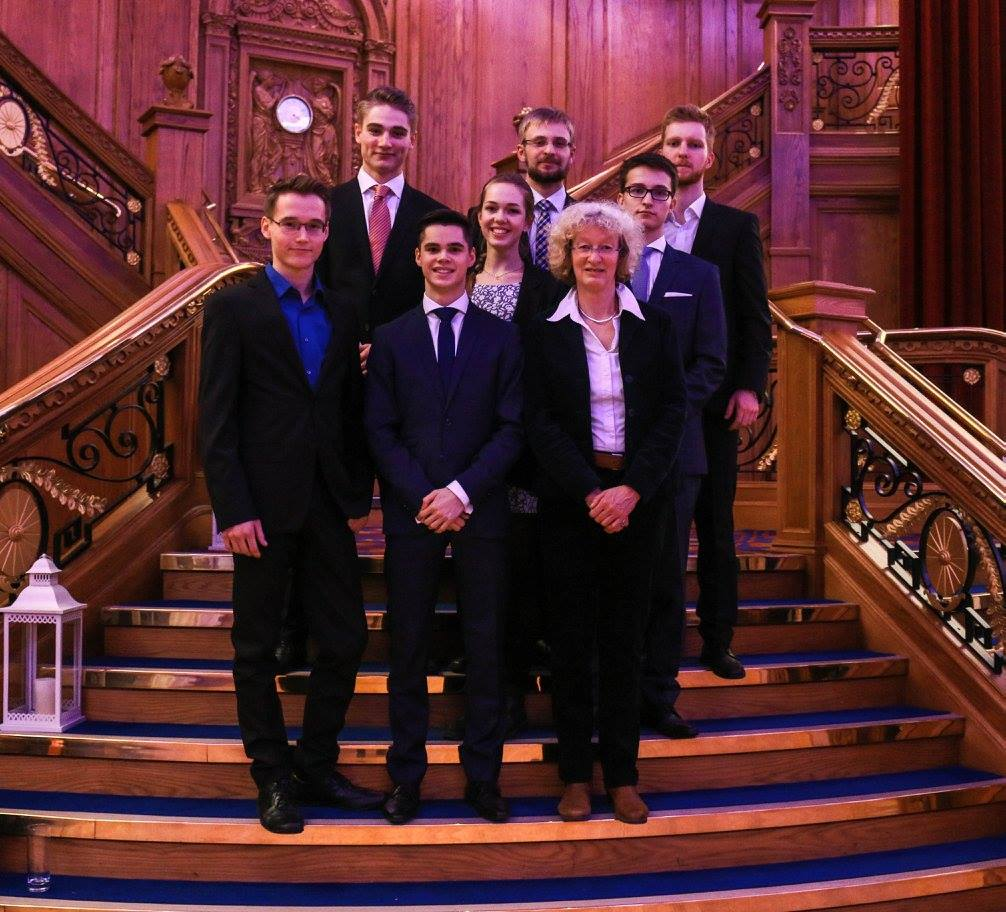
Die Delegation des Fridericianums bei der Internationalen Sitzung des EJP in Dublin/Belfast: Max Lange, Jan-Eric Fähnrich, Gregor Heilborn, Paul Pawel Iwkin, Juliane Wiedersberg, Erik Jahn, Jakob Horn und Lehrerin Annette Uffmann

Ein weiteres wichtiges Projekt am Fridericianum ist das Europäische Jugendparlament (EJP). Im Rahmen dieser außerunterrichtlichen Aktivität diskutieren die Schüler der Sekundarstufe II zusammen mit Schülern anderer Schulen auf Englisch über aktuelle europapolitische Themen. 2011 wurde das Bundesfinale des EJP von Ehemaligen der Schule in Schwerin organisiert und ausgetragen. Im Jahr 2015 konnte die Delegation des Fridericianums hierbei erstmals die deutsche Nationale Auswahlsitzung gewinnen, und als Repräsentant des EU-Mitglieds Deutschland auf der Internationalen Sitzung des Europäischen Jugendparlamentes in Dublin und Belfast 2016 auftreten.

### Schülerzeitung
Mehrere Jahre hatte das Fridericianum keine Schülerzeitung, da die Redakteure der No Name nach und nach ihre Schulzeit beendeten. Anfang des Schuljahres 2006/2007 wurde mit der Arbeit an einer neuen Schülerzeitung begonnen, deren erste Ausgabe zu den Weihnachtsferien unter dem Namen Mc Fritz erschien. Die Redaktion bestand aus etwa zehn Mitgliedern, die selbständig und eigenverantwortlich arbeiten. Allerdings konnte man auch hier dasselbe wie bei der No Name beobachten, und so verschwand auch diese Zeitung wieder aus dem Schulalltag. Am Ende des Schuljahrs 2012/2013 wurde eine neue Redaktion gegründet, die die Schülerzeitung Der Gymnasier herausgibt. Die letzte Ausgabe dieser Zeitung erschien im Herbst 2015. Seit April 2019 erscheint die neue Schülerzeitung Die Sonne.

## Partnerschulen
- Frankreich: lycée général et technologique Jean-Bodin, Les Ponts-de-Cé
- Polen: gimnazjum Nr 9 z Oddziałami Integracyjnymi im. Armii Krajowej, Bielsko-Biała

## Bekannte Rektoren und Lehrer
- Wilhelm Büchner (1807–1891), seit 1834 Lehrer, 1865–1875 Rektor
- Franz Fritzsche (1867–1943), Oberlehrer und Gymnasialprofessor ab 1901
- Georg Christian Friedrich Lisch (1801–1883), Collaborator 1827–1832, Prähistoriker, mecklenburgischer Landesgeschichts- und Altertumsforscher, Großherzoglich mecklenburg-schwerinscher Geheimer Archivrat, Bibliothekar und Konservator sowie Heraldiker, Redakteur und Publizist
- Hiob Magdeburg (1518–1595), Rektor 1570–1576
- Heinrich Masius, Rektor 1687–1714
- Gotthilf Sellin (1844–1921), 1868–1909 zunächst Schulamtscandidat, 1872 Gymnasiallehrer, 1887 Gymnasialoberlehrer und 1900 Gymnasialprofessor, Esperantolehrer
- Johann Jacob Heinrich Westphal (1756–1825), Organist am Schweriner Dom, Mathematiklehrer 1789–1825
- Friedrich Carl Wex (1801–1865), Rektor 1833–1865

## Bekannte Schüler
- Christian Friedrich Krüger (1753–1840), deutscher Staatsminister; vormals Domschule
- Albrecht Bartsch (1802–1860), Domprediger
- Wilhelm von Bernstorff (1851–1912), Amtshauptmann
- Gerhard von Buchka (1851–1935), Direktor der Kolonialabteilung im Auswärtigen Amt, Vizekanzler und Kurator der Universität Rostock
- Karl von Buchka (1856–1917), Chemiker und Reichsbeamter
- Adolf August Hermann von Buchwald (1845–1913), Richter am Reichsgericht
- Gustav von Buchwald (1850–1920), Archivar
- Gustav Brüning (1835–1882), Jurist und Konsul des Deutschen Reichs
- Otto Clorius (1869–1943), Pastor und Autor
- Franz Daebeler (1929–2016), Agrarwissenschaftler und Hochschullehrer
- Eduard Ehrke (1837–1911), Landschaftsmaler und Lehrer
- Henning Fahrenheim (1895–1966), Domprediger
- Ernst Friedheim (1864–1919), Architekt
- Heinrich Andreas Christoph Hävernick (1810–1845), Theologe der Erweckungsbewegung und Hochschullehrer
- Christian von Hammerstein (1887–1963), Oberkirchenrat, dann Chef der Luftwaffen-Justiz
- Adolf Hinrichsen (1859–nach 1920), Schriftsteller
- Eduard Hobein (1817–1882), Jurist, Schriftsteller und Herausgeber
- Johannes von Karpf (1867–1941), Konteradmiral und Schiffskommandant
- Theodor Klaehn (1883–1963), Pädagoge und nationalsozialistischer Funktionär, 1933–1945 Synodalpräsident
- Ernst Krüger (1867–1926),  Jurist und Politiker (DVP)., Abgeordneter des Landtages von Mecklenburg-Schwerin
- Friedrich von Langermann und Erlencamp (1854–1935), Grundbesitzer und Landrat in Mecklenburg
- Peter Heinrich Lemke (1799–1882), katholischer Priester, Wegbereiter der Benediktiner in Nordamerika
- Peter von Lengerke (1651–1709), deutscher Jurist und Hamburger Bürgermeister
- Felix Löwenthal (1853–1929), Rechtsanwalt und Parlamentarier
- Ludwig Müffelmann (1853–1927), Journalist und hochrangiger Freimaurer
- Gottlieb Nagel (1787–1827), Befreiungskämpfer, Dichter und Pädagoge
- August Philipp Conrad Paschen (1814–1882), deutscher Jurist, 1848 Mitglied der Mecklenburgischen Abgeordnetenversammlung
- Friedrich Paschen (1865–1947), Abitur Ostern 1884, deutscher Physiker
- Bernhard Romberg (1863–1913), großherzoglich mecklenburgischer Hofmusikdirektor
- Ulrich Schoknecht (1930–2023), Prähistoriker
- Carl Schultz (1835–1907), Rechtsanwalt, Stadtverordneter und Schriftsteller
- Gotthilf Sellin (1844–1921), Gymnasiallehrer am Fridericianum Schwerin, Buchautor, Esperantist
- Hermann Seidel (1855–1895), deutscher Mediziner und Arzt der Chirurgie
- Adolf Sellschopp (1865–1914), Pädagoge
- Julius Sieden (1884–1938), Oberkirchenrat
- Detlev von Uslar (1926–2022), Psychologe
- Reem Alabali-Radovan (* 1990), Politikerin (SPD)